# Amado (Arizona)
Pour les articles homonymes, voir Amado.
Amado est une census-designated place du comté de Santa Cruz, dans l'État de l'Arizona, aux États-Unis. En 2020, elle compte une population de 198 habitants.